# Ochrostigma
Ochrostigma is een geslacht van vlinders van de familie tandvlinders (Notodontidae).

## Soorten
- O. albibasalis Chiang., 1935
- O. moayerii Ebert, 1971
- O. querna Denis & Schiffermüller, 1775
- O. velitaris Hüfnagel, 1766